# Bösel
Bösel ist eine Einheitsgemeinde im Landkreis Cloppenburg in Niedersachsen (Deutschland).

## Geographie

### Lage und Geologie

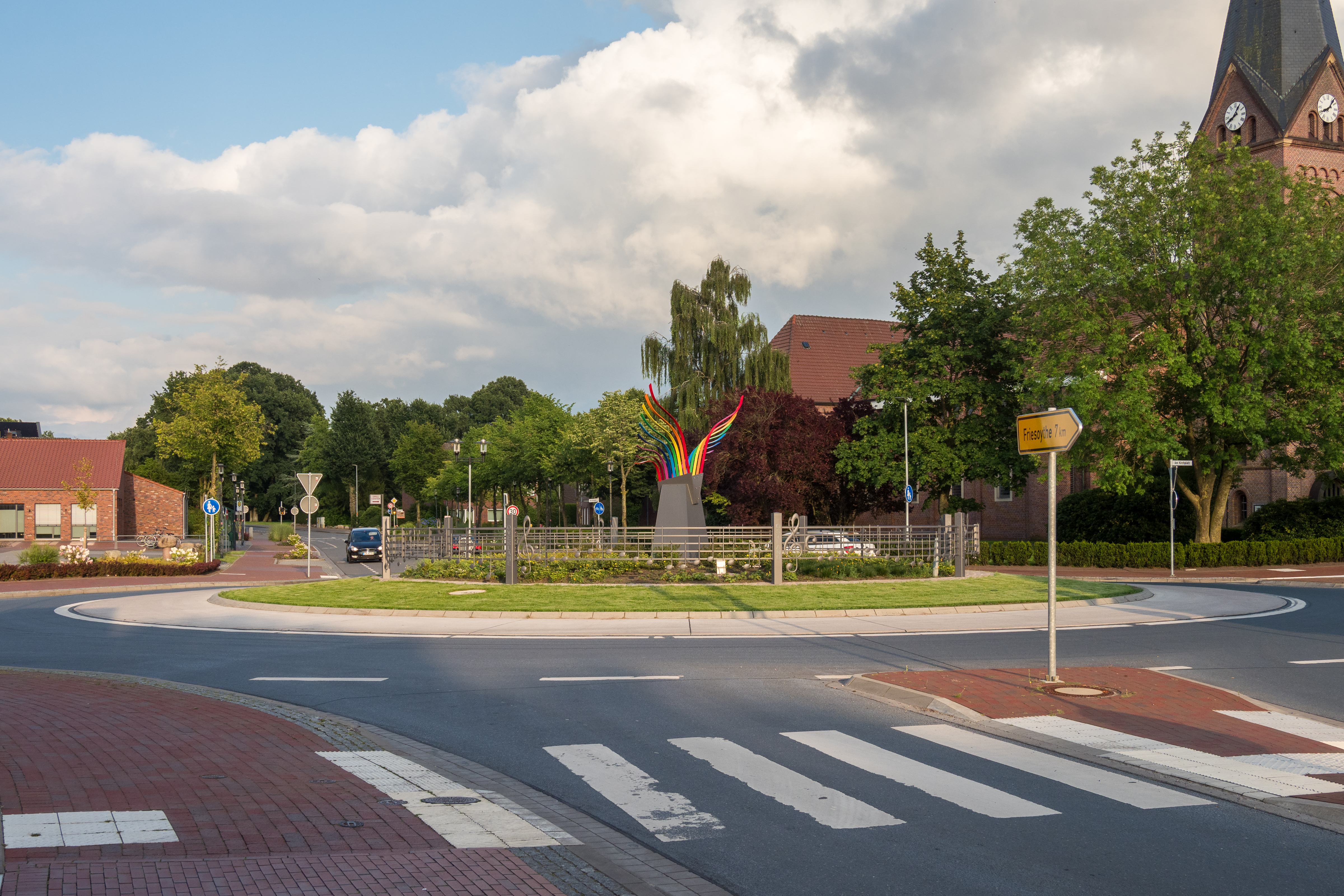
Kreisverkehr bei der Cäcilia-Kirche

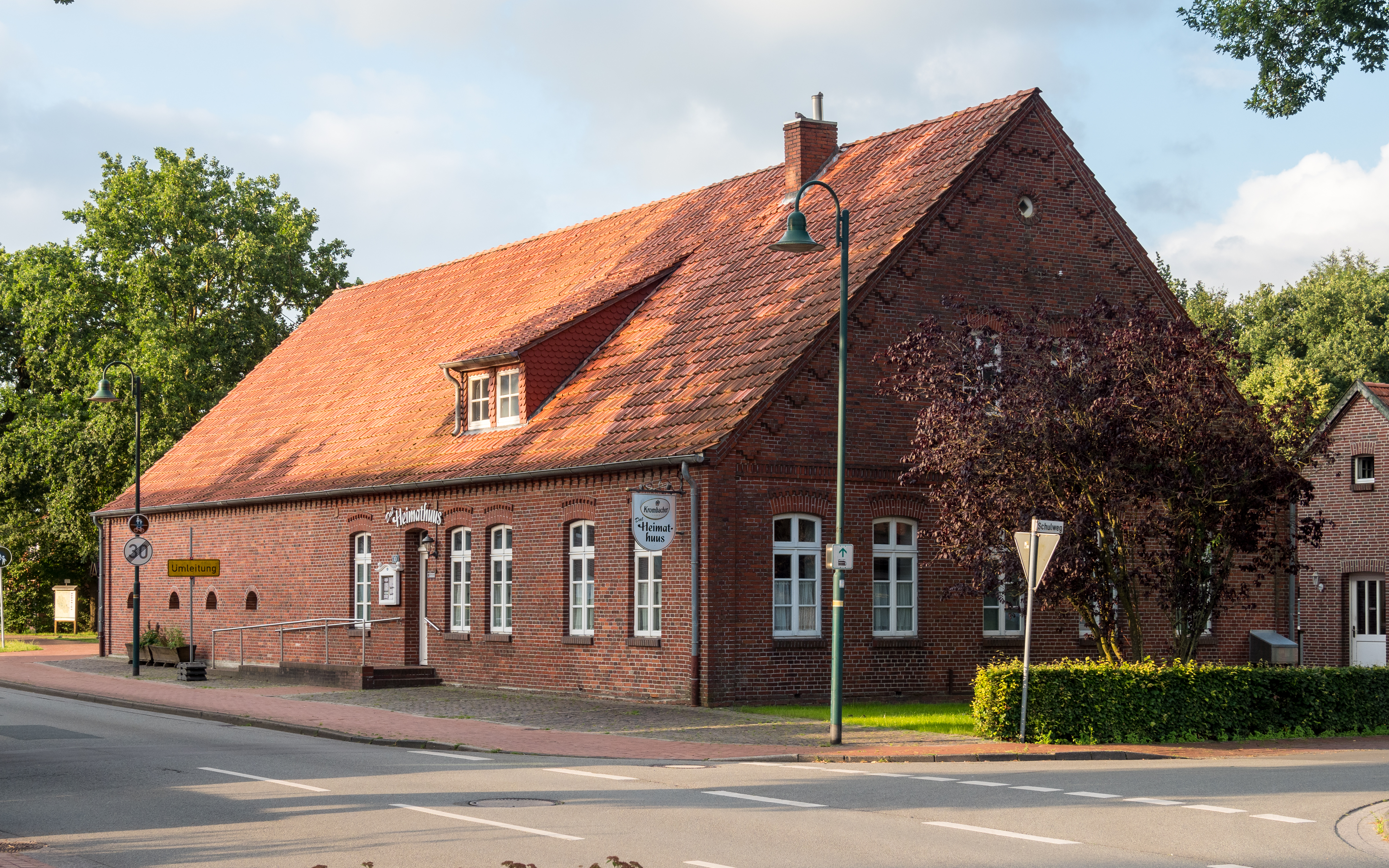
Dat Heimathuus

Der nordöstliche Teil der Gemeinde Bösel liegt im Hochmoor des Vehnemoores. Der südwestliche Teil Bösels gehört zu den welligen Erhebungen der Friesoyther Geest (Ortsmitte Bösel: 16 m über NHN, Osterloh: 26 m über NHN) und den Garreler Talsandplatten. Die Grenze zwischen Geest und Moor entspricht etwa dem Lauf der Lahe.

### Nachbargemeinden
Nachbargemeinden sind im Norden die Gemeinde Edewecht (Landkreis Ammerland), im Osten die Gemeinde Wardenburg (Landkreis Oldenburg), im Süden die Gemeinde Garrel und im Westen die Stadt Friesoythe (beide Landkreis Cloppenburg).

### Gemeindegliederung
Bösel hat neun Ortsteile: Bösel-Ort, Edewechterdamm (nur einige Häuser, der Großteil gehört zu Friesoythe), Glaßdorf, Hülsberg, Osterloh, Ostland, Overlahe, Westerloh und Petersdorf als Bösels größte Bauerschaft.

### Klima
Das Klima in Bösel ist durch die Nähe zur Nordsee stark atlantisch geprägt mit moderat warmen Sommern und relativ milden Wintern. Klimadaten der nächstgelegenen Messstation des deutschen Wetterdienstes in Friesoythe-Altenoythe (N 53°04'; O 07°54') nennen für den Bezugszeitraum 1981–2010 ein langjähriges Temperaturmittel von 9,6 °C und eine durchschnittliche Regenmenge von 784 mm / Jahr. Allgemein sind Sommer und Herbst feuchter, Winter und Frühjahr dagegen etwas trockener (Maximum Juni: 78 mm; Minimum April: 45 mm).

## Geschichte

### Ortsname
Frühere Versionen des Ortsnamens sind ca. 1080/88 Borsla, 1320 Borsele [Or], 1424/50 to Bosele [Or], Boesell (1535). Der Historikerstreit, ob mit der Bezeichnung „Borsla“ Barßel oder Bösel gemeint ist, wurde inzwischen beigelegt zugunsten von Bösel. In einer Urkunde von 1407 aus dem Gutsarchiv Daren bezeugt Johann, Edelherr zu Diepholz, „dat wij in vortijden hebt belehnet Otten Sloren…(nämlich dem) luttiken tegheden to Borzell in dem kerkspele to Qyte“. Die hier nachgewiesenen diepholzischen Anrechte am Böseler Zehnt können als Indiz dafür gewertet werden, dass mit dem 1080/88 erwähnten Zehnten von Borsla, den der Osnabrücker Bischof Benno II. einer Ahnfrau des Diepholzer Edelherrschaftsgeschlechtes übergab, tatsächlich der Böseler Zehnte gemeint ist, sagt auch Peter Sieve, Archivar beim Offizialat Vechta. Es werde der Nachweis geführt, dass mit dem 1080/88 erwähnten Borsla wirklich Bösel und nicht Barßel gemeint sei. Die Etymologie des Ortsnamens ist unklar, da die Endung -la, abgeschwächt -le, sowohl auf das Gw. /-loh(e) als auch auf das Suffix -l- als Element einer Stellenbez. zurückgehen kann. Als Basis ist an germ. *burs- aus idg. *bhrs- „Emporstehendes, Spitze, Borste“ zu denken, das in schwed. borre, engl. bur „Klette“ erhalten ist. Die Lage Bösels auf dem ca. 15 m hohen Geestrücken inmitten der Moorlandschaft an der Lahe stützt die Deutung als „erhöht liegender Wald“. Die Böseler „Borsla Vereinigung für niederdeutsche Sprache und Literatur“ wählte ihren Namen nach der ersten Erwähnung der Gemeinde als „Borsla“.

### Vorgeschichte bis Ende des 19. Jahrhunderts
Siedlungsfunde zeigen, dass bereits in der Mittelsteinzeit Menschen im Gemeindegebiet gelebt haben. Die erste Ansiedlung im Mittelalter war vermutlich ein Haufendorf auf dem höher gelegenen Geestrücken, der auch ohne Entwässerung als Acker nutzbar war. 1473 zählte Bösel 25 Familien und im benachbarten Osterloh sechs Familien. Vermutlich existierte bereits vor 1500 eine Kapelle in Bösel, die aber erst 1613 schriftlich erwähnt wird. Bösel und Osterloh gehörten zum Kirchspiel Altenoythe, dem damaligen Hauptort des Siedlungsgebietes, verwalteten sich aber bis Anfang des 19. Jahrhunderts als genossenschaftliche Bauerschaft weitestgehend selbst. 1803 endete mit dem Reichsdeputationshauptschluss die über 400-jährige geistliche Herrschaft des Stiftes Münster. Das münsterische Amt Cloppenburg wurde im Zuge der Aufteilung des Hochstifts Münster dem herzoglichen Haus Oldenburg zugesprochen. Erst nach einer kurzen preußischen Zeit (1802/03) und einer kurzen oldenburgischen Herrschaft, in der das Amt von 1804 bis 1810 als oldenburgische Landvogtei bezeichnet wurde, schuf die französische Verwaltung im Gerichts- und Verwaltungsbereich andere Strukturen und zerschlug das Amt in die Teilgebiete Cloppenburg, Friesoythe und Löningen. Aus dem Kirchspiel Friesoythe wurde der Kanton Friesoythe mit der Stadt bzw. Mairie Friesoythe und den angrenzenden Mairien Altenoythe (einschließlich Bösel), Barßel, Markhausen, Ramsloh, Scharrel und Strücklingen. Erst mit dem Ende der französischen Herrschaft 1814 und der Einsetzung des ersten oldenburgischen Amtmanns Conrad Bartels 1815 begann man, das neu geschaffene Amt Friesoythe in die neue oldenburgische Verwaltung zu integrieren. Amtssitz war die an der Soeste gelegene Stadt Friesoythe. Nach der Gemeindeordnung von 1831 bildete fortan das Kirchspiel Altenoythe gemeinsam mit Bösel eine selbstverwaltete politische Gemeinde. Am 2. März 1876 wurde Bösel gegen den Widerstand von Altenoythe eine selbstständige Kommune. Wesentlich dazu beigetragen hat auch die bereits 1874 erfolgte kirchliche Eigenständigkeit Bösels.

### Wirtschaftliche Entwicklung bis ins 20. Jahrhundert
Haupterwerb war die Landwirtschaft, wobei bis Anfang des 20. Jahrhunderts den nährstoffarmen Geestböden nur durch Plaggendüngung und den Moorböden durch Moorbrandkultur ein Ertrag abgerungen werden konnte. Die Viehhaltung beschränkte sich auf anspruchslose Heidschnucken (1892: 5949 Schafe). Die Verarbeitung ihrer Wolle zu Kleidungsstücken war für weite Bevölkerungsteile der wichtigste Nebenerwerbszweig, man „breidelte“ (Plattdeutsch für stricken). Hoher Bevölkerungsdruck und sinkende Zuverdienstmöglichkeiten durch sommerliche Hollandgängerei führten 1869/70 zur Ausweisung von 47 Kolonaten im heutigen Petersdorf. Zur Verbreitung des Kunstdüngers beigetragen hat auch die 1906 eröffnete Bahnstrecke Cloppenburg–Ocholt und der Bau der ersten befestigten Straßen, die die Verkehrsanbindungen wesentlich verbesserten und den Transport von Massengütern wie Dünger stark vereinfachten. In der Folge wurde die Dreifelderwirtschaft aufgegeben. 1924 hielt die Elektrizität in Bösel Einzug.

### Siedlungsentwicklung und Kolonisierung
Petersdorf
Als erste gesteuerte Siedlungsaktivität im Gebiet der heutigen Gemeinde entstand 1874 Petersdorf durch Markenteilung und Besiedlung und Kultivierung von Ödländereien (Oldenburgische Binnenkolonisation). Die ersten, bereits 1869/70 eingewiesenen Siedler lebten ärmlich in aus Plaggen errichteten Erdhütten. Diese frühe Siedlungstätigkeit stellte sich aber als ökonomisch weitgehend unrentabel heraus. Daher erfolgte auch die Namensgebung des Ortes nach Großherzog Nikolaus Friedrich Peter von Oldenburg erst 1876, da viele Gebäude zum geforderten Termin noch nicht fertiggestellt waren oder teilweise bereits wieder aufgegeben waren. Erst 1877 waren alle Siedler mit einem festen Haus ansässig. Entscheidend zur Verbesserung der wirtschaftlichen Bedingungen war die Einführung des gerade neu aufkommenden Kunstdüngers, der auch eine intensive Viehhaltung ermöglichte. In den 1920er Jahren hob dann auch der Straßenbau Richtung Wardenburg die bis dahin nachteilige Randlage Petersdorfs auf. Nach dem Zweiten Weltkrieg verdoppelte sich die Bevölkerungszahl von Petersdorf durch Zuzug von Kriegsflüchtlingen, stagniert aber seitdem. Nach den Erfahrungen mit der frühen Kolonie Petersdorf stockte der weitere Siedlungsausbau in Bösel lange Zeit.
Glaßdorf
Erst durch die wirtschaftlichen Zwänge und den Siedlerdruck in Folge des ersten und Zweiten Weltkrieges lebte im 20. Jahrhundert die Siedlungstätigkeit im Gemeindegebiet – vor allem durch Kolonisierung der weiten Flächen des Vehnemoores – auf. Als erstes wurde 1923 in der Gemeinde Bösel die Kolonie Glaßdorf vom Land Oldenburg gegründet. Das Siedlungsamt richtete auf 365 ha 30 Siedlungsstellen ein. Namensgebend für die Siedlung war der Landesökonomierat Robert Glaß (1867–1944). Im Jahr 2023 beging Glaßdorf sein 100-jähriges Bestehen.
Ostland
In diesem Rahmen entstand in der Gemeinde Bösel 1927 auch die Siedlung Ostland und in direkter Nachbarschaft die Siedlungen Habern I. und Harbern II. (Gemeinde Wardenburg) und Hogenset (Gemeinde Edewecht). Die Kolonatgrößen betrugen etwa neun bis zwölf Hektar. Zur Vorbereitung der Siedlung wurde das Moor in Handarbeit gekuhlt, d. h. Sand aus dem Mooruntergrund wurde auf die Hochmoor- oder schon abgetorften Flächen gebracht. Da es sich um Notstandsmaßnahmen der Weimarer Republik zur Arbeitsbeschaffung handelte, spielte die Rentabilität eine untergeordnete Rolle.
Hülsberg
Nach dem Zweiten Weltkrieg und dem starken Andrang von Siedlungsbewerbern (Flüchtlinge) wurde die Siedlung Hülsberg angelegt. Zu der Zeit standen der damaligen unteren Siedlungsbehörde in Oldenburg jedoch keine abgetorften Flächen zur Besiedlung zur Verfügung. Daher wurde an der Korsorsstraße im Vehnemoor eine im Staatsbesitz befindliche, 5 m mächtige und 350 ha große Hochmoorfläche durch Entwässerung mit Grenzgräben und Röhrendrainage direkt in Kultur genommen („Deutsche Hochmoorkultur“). Während die ursprüngliche Planung eine Reihensiedlung vorsah, entstand später ein geschlossener Siedlungskomplex aus 22 Vollerwerbsbetrieben mit je etwa 15 ha. Als die letzte in Deutschland auf der Basis der Hochmoorkultur angelegte Siedlung stellt Hülsberg mit seiner günstigen inneren Verkehrslage die Hochform dieses Siedlungstyps dar.
Overlahe
Als fünfte und jüngste Siedlungsgründung in der Gemeinde Bösel entstand zwischen 1956 und 1961 Overlahe. Auf Grundlage des Siedlungsförderungsgesetzes (1953) und des Bundesvertriebenengesetzes (1961) wurden in Overlahe auf einer 317 ha großen, industriell abgetorften Fläche der Vehnemoor-Gesellschaft heimatvertriebene Landwirte angesetzt. Zur Vorbereitung der landwirtschaftlichen Nutzung wurde das abgetorfte Moor übersandet und anschließend durchmischt („Sand-Moor-Mischkultur“). Wesentlich zur Kultivierung trugen der nach dem Kriege konstruierte Ottomeyer-Pflug und die Rathjens-Besandungsmaschine („Wühlmausmaschine“) bei. Die so gewonnenen Böden können ausgezeichnete Erträge erbringen. Die ausgewiesen 18 Stellen hatten jeweils 15–17 ha. Die Höfe liegen parallel zu der etwa 3,8 km langen, in Nord-Süd-Richtung verlaufenden Overlaher Straße. Ein Dorfzentrum mit Wohnhäusern, Schule, Kirche und Sportplatz war zwar geplant, wurde aber nicht mehr realisiert. Der Name „Overlahe“ bezieht sich auf alte Flurkarten, in denen das Land nördlich der Lahe als „Über der Lahe“ („Över de Lahe“; Lahe: Sumpfgebiet) bezeichnet wurde.

### Zeit des Nationalsozialismus
Im Jahre 1933 wurden die Gemeinde Bösel aufgrund mangelnder wirtschaftlicher Leistungsfähigkeit und der geringen Einwohnerzahl von 1649 Personen erneut mit Altenoythe zusammengelegt und der Verwaltungssitz dorthin verlegt. 1936 stand Bösel in Verbindung mit dem Kreuzkampf in der Zeit des Nationalsozialismus. Anlass war die sonntägliche Einweihung der neuen Schule in Bösel durch Pfarrer Franz Sommer einen Tag nach der staatlichen Einweihung, worauf der oldenburgische Minister Pauly aus Ärger darüber die auch „Kreuzerlass“ genannte Weisung herausgegeben hat, religiöse Zeichen wie Statuen, Bilder und vor allem Kreuze aus allen staatlichen Gebäuden und damit auch aus den katholischen Konfessionsschulen zu entfernen.
In den letzten Tagen des Zweiten Weltkrieges war auch Bösel von Kampfhandlungen betroffen, als Anfang April 1945 zurückweichende deutsche Verbände im Gemeindegebiet Station machten. Am 15. April erreichten Panzer der 4. Kanadischen Panzerdivision den Ort. Der kanadische Hauptstoß aus Richtung Thüle überraschte die deutschen Verteidiger, die einen Angriff aus Richtung Friesoythe erwarteten und sich daraufhin eilig absetzen mussten. Am 16. April gerieten die in die Moore zurückweichenden deutschen Truppen unter heftigen Beschuss, der auch die dorthin geflohenen Zivilisten gefährdete. Ein Kaufmann aus dem Ort ging mit einer weißen Fahne den Kanadiern entgegen und handelte eine Feuerpause von drei Stunden aus. In dieser Zeit verließen die Zivilisten das Moor und brachten sich in Sicherheit.
Seit 2015 erinnern zwei Stelen am Kriegerdenkmal an Kriegsverbrechen. Sie stehen für Stanislav Dytwach und Alfred Horsey. Dytwach (geboren 1913) wurde als Zwangsarbeiter aus dem polnischen Zimotki verschleppt. Er arbeitete auf einem Bauernhof, als er Opfer der Polen-Erlasse wurde. Er zeugte mit einer deutschen Frau ein Kind, wurde daraufhin im März 1942 von der Wilhelmshavener Gestapo festgenommen und ohne Gerichtsverfahren acht Monate später im Beisein des damaligen Böseler Bürgermeisters Liborius Schmidt, des Ortsgruppenleiters des NSDAP und des Cloppenburger Amtshauptmanns im Böseler Kronsberg erhängt. Die Böseler Bevölkerung wurden aufgefordert, der Hinrichtung beizuwohnen. Viele Böseler folgten der „Einladung“. Hinzu kamen die Zwangsarbeiter der Umgebung, die zur „Abschreckung“ anwesend sein mussten.
Der 22-jährige englische Pilot Harry Alfred Horsey überflog nur wenige Tage vor Kriegsende mit seiner Hawker Tempest Bösel und musste wegen eines Maschinenschadens notlanden. Nach seiner Festnahme sollten ihn zwei Soldaten zum Flugplatz Varrelbusch überführen. Auf dem Fußweg dorthin wurde er von einem der Soldaten hinterrücks erschossen. Der Mörder wurde nach dem Krieg von einem englischen Militärgericht zu einer lebenslangen Zuchthausstrafe verurteilt, einige Jahre später begnadigt.

### Bösel nach 1945
Die unmittelbare Nachkriegszeit war geprägt vom Neuaufbau demokratischer Strukturen, der Instandsetzung des Ortes und zerstörter Brücken über die Aue und Lahe sowie dem Mangel an fast allem. Kein Mangel herrschte dagegen an Heizmaterial, das als Schwarztorf selbst gegraben werden konnte. In den Ort kamen Flüchtlinge und Heimatvertriebene, was für extreme Lebenssituationen sorgte, wie Unterbringung in Lagern und Zwangseinweisungen in „Wohnungen“, die oft Ställe waren.
Im Jahre 1948 eskalierten in Bösel die Probleme um die menschenwürdige Unterbringung der Flüchtlinge, als sich Einsprüche gegen Zuweisungen und Beschlagnahme von Wohnraum häuften. Der Rat beschloss den Bau von Flüchtlingswohnungen durch die Gemeinde. Außerdem kam es zum Kauf und der Umbau von Häusern durch die Gemeinde. Auch wurden Grundstücke zur Bebauung angeboten. Am 1. April 1948 wurde die seit 1935 bestehende alte Gemeinde Altenoythe aufgelöst und Bösel wieder eigenständig.

### Wirtschaftliche Entwicklung im 20. Jahrhundert
Starke Impulse gingen in der ersten Hälfte des 20. Jahrhunderts vom oldenburgischen Siedlungsamt aus, das durch massive Flächenaufkäufe, Entwässerungsmaßnahmen und verbesserte Meliorationstechniken (Tiefpflug u. ä.) eine gezielte Besiedlung und Kultivierung der Moorgebiete ermöglichte. In nur sechs Jahrzehnten wandelte sich die Agrarstruktur entscheidend: waren um 1910 von den rund 10000 ha der Gemeinde nur 1000 landwirtschaftlich genutzt und 9000 ha Ödland oder Moore, hat sich bis 1970 die landwirtschaftliche Nutzfläche auf rund 5500 ha verfünffacht. An die Stelle ausgedehnten Buchweizenanbaus traten anspruchsvollere Getreidekulturen, Schafhaltung wurde durch Veredelung von Rindern (1892: 823, 1912: 1205, 1948: 2219) und Schweinen (435, 1276; 1209) ersetzt. Seit den 1950er Jahren steigerte die Maschinisierung in der Landwirtschaft die Produktivität und senkte den Arbeitskräftebedarf. Dies bewirkte in der bis dahin landwirtschaftlich geprägten Gemeinde einen wirtschaftlichen Strukturwandel. Zunehmend entstanden – auch in Folge des „Wirtschaftswunders“ – Dienstleistungs- oder Industriebetriebe, die vom wirtschaftlichen Aufschwung profitierten und Stellen für ehemals landwirtschaftliche Arbeitskräfte boten. Zunehmender Individualverkehr führte 1968 zur Aufgabe des Personentransports auf der Bahnstrecke Cloppenburg–Ocholt. 1969 begann in Bösel die Flurbereinigung. Im Jahre 1994 wurde sie abgeschlossen. Dadurch kam es zum Bau einer Ortsumgehung und der Einrichtung des Dorfparks, für den Bösel später als „Grünes Dorf“ ausgezeichnet wurde. Im Dorfpark liegt ein Weiher, der dem Hochwasserschutz dient.

### Konfessionsstatistik
Mit Stand Juli 2020 gehörten 4.918 (57 %) der Einwohner der katholischen Konfession an, 1.428 (17 %) die evangelische und 2.227 (26 %) gehörten anderen Glaubensgemeinschaften an oder waren konfessionslos. Mit Stand Dezember 2022 gehörten 4837 Einwohner (52 %)  der römisch-katholischen Konfession an, 1540 Einwohner (24 %) waren evangelisch-lutherisch.

## Politik

### Gemeinderat
Der Rat der Gemeinde Bösel besteht aus 20 Ratsfrauen und Ratsherren. Dies ist die festgelegte Anzahl für eine Gemeinde mit einer Einwohnerzahl zwischen 7.001 und 8.000 Einwohnern. Die 20 Ratsmitglieder werden durch eine Kommunalwahl für jeweils fünf Jahre gewählt. Die aktuelle Amtszeit begann am 1. November 2021 und endet am 31. Oktober 2026.
Stimmberechtigt im Gemeinderat ist außerdem der hauptamtliche Bürgermeister.
Die letzten Gemeinderatswahlen führten zu folgenden Ergebnissen:
| Partei                                                                                    | 2021   | 2021   | 2016   | 2016   | 2011   | 2011   | 2006   | 2006   |
|                                                                                           | %      | Sitze  | %      | Sitze  | %      | Sitze  | %      | Sitze  |
| CDU                                                                                       | 54,9   | 11     | 63,1   | 13     | 68,5   | 14     | 73,3   | 15     |
| SPD                                                                                       | 14,0   | 03     | 31,7   | 06     | 25,1   | 05     | 15,4   | 03     |
| FDP                                                                                       | 11,9   | 02     | 05,2   | 01     | 06,4   | 01     | 11,3   | 02     |
| BfB1                                                                                      | 07,2   | 02     | 0–     | 0–     | 0–     | 0–     | 0–     | 0–     |
| Grüne                                                                                     | 06,7   | 01     | 0–     | 0–     | 0–     | 0–     | 0–     | 0–     |
| AfD                                                                                       | 03,2   | 01     | 0–     | 0–     | 0–     | 0–     | 0–     | 0–     |
| Wahlbeteiligung                                                                           | 55,3 % | 55,3 % | 56,7 % | 56,7 % | 53,0 % | 53,0 % | 47,7 % | 47,7 % |
| Prozentangaben gerundet ____________________________ 1 BfB: Wählergruppe Bürger für Bösel |        |        |        |        |        |        |        |        |

### Bürgermeister
Seit 2006 ist Hermann Block (CDU) hauptamtlicher Bürgermeister von Bösel. Bei den Bürgermeisterwahlen am 16. Februar 2014 wurde er mit 71,47 % der Stimmen wiedergewählt.
Bei den Bürgermeisterwahlen am 27. Februar 2022 wurde Block mit 56,41 Prozent der Stimmen erneut, jetzt für eine dritte Amtszeit, wiedergewählt. Die Wahlbeteiligung war mit 34,55 Prozent so niedrig wie noch nie.
Wappen
Das Wappen (seit 1969) der Gemeinde Bösel zeigt (Blasonierung) unter goldenem Schildhaupt, darin drei (perspektivisch gezeichnete) rote Ziegelsteine 2:1, in Rot zwei gekreuzte goldene Torfspaten.
Mit dem Wappen setzt die Gemeinde ihren Ziegeleibetrieben und den riesigen Moorflächen, die eine so entscheidende Rolle in der Geschichte des Dorfes gespielt haben, ein Denkmal. Die drei perspektivischen Ziegelsteine im oberen Teil des Wappens erinnern an zwei Ziegeleien, von denen eine (von Kobrinck, später Meierkord) bereits seit dem 15. Jahrhundert nachweisbar ist. Die Geschichte der zweiten Ziegelei, Krusemeier, ist noch nicht aufgearbeitet worden. Die gekreuzten Torfspaten im unteren Teil des Wappens deuten darauf hin, dass ein Drittel des Gemeindegebietes früher Moor war. Die Spaten (Jager und Stigger) wurden zum Graben von Weiß- und Schwarztorf benutzt. Die Farben Rot und Gold weist auf die altmünsterschen und altoldenburgischen Farben hin. Bösel gehörte zum Niederstift Münster. Die Besonderheit des Niederstifts war, dass es zwar politisch zum Hochstift Münster gehörte, kirchlich aber bis 1666 zum Bistum Osnabrück. Das Niederstift umfasste u. a. das heutige Oldenburger Münsterland, zu dem auch Bösel gehört. Das fürstbischöfliche Wappen in Gold-Rot-Gold, deren Träger Konrad von Berg 1309 und Ludwig von Hessen 1310 waren, ist bereits um 1300 als Wappen des Stifts Münster nachgewiesen.

### Flagge
|  | 00Hissflagge:„Die Flagge ist blau-rot geteilt mit dem aufgelegten Wappen in der Mitte.“ |

### Gemeindepartnerschaften
Seit dem 8. September 1990 besteht eine Partnerschaft mit der Stadt Dippoldiswalde (umgangssprachlich „Dipps“) im Landkreis Sächsische Schweiz-Osterzgebirge in Sachsen.

## Kultur und Sehenswürdigkeiten

### Katholische Kirche „St. Cäcilia“

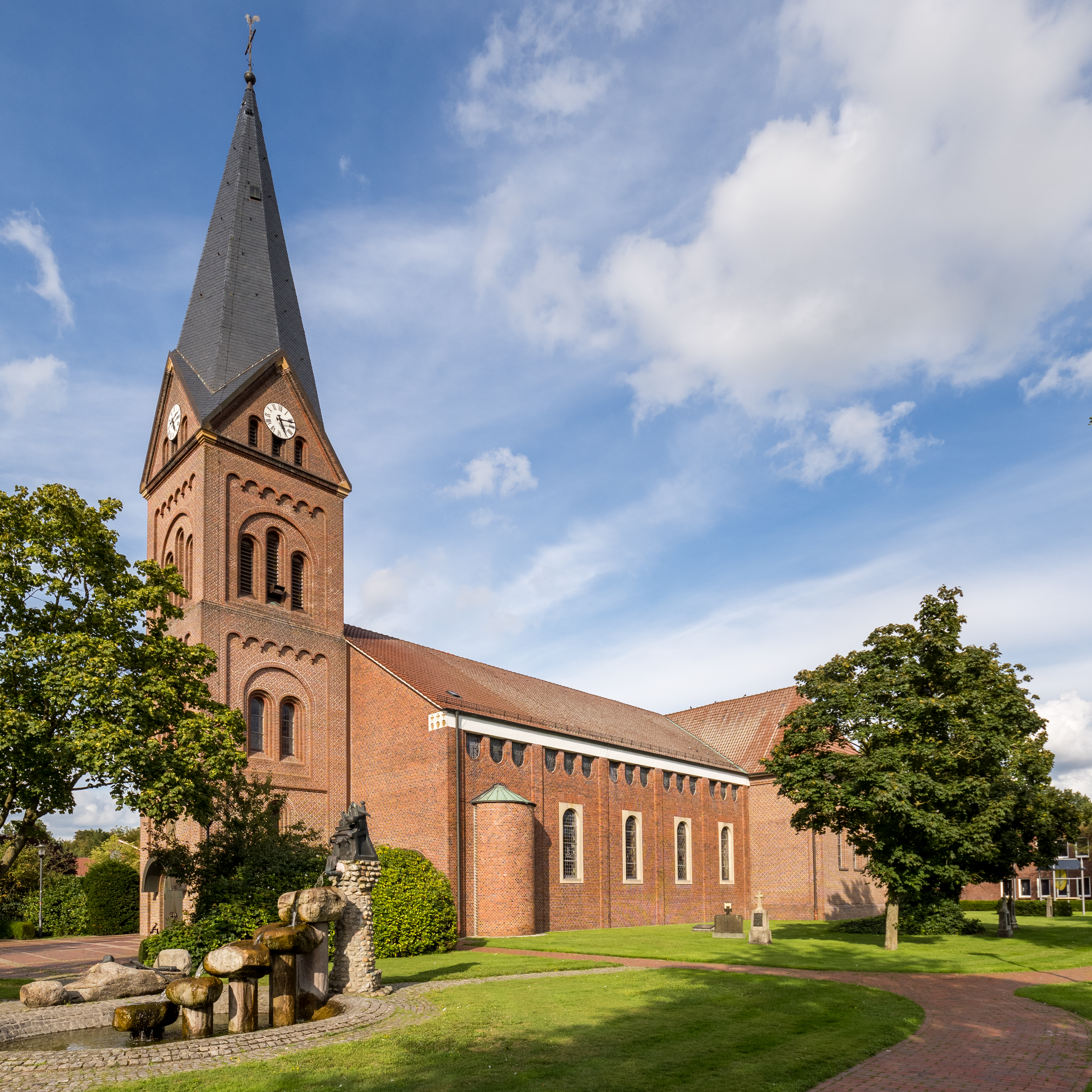
St. Cäcilia-Kirche

Die katholische Kirche St. Cäcilia Bösel erscheint im Aufschreibungsbuch des Amtes Cloppenburg 1574 unter dem Namen „St. Martin“ als Grundstücksnachbar des Böseler Bauern Gerd Kühter. Dies ist der erste Hinweis auf eine Kapelle in Bösel, die zur Kirche in Altenoythe gehörte und dem hl. Bischof Martin geweiht war. Sie ist wahrscheinlich schon vor der Reformation errichtet worden. Im Zweiten Weltkrieg mussten die Glocken von St. Cäcilia abgegeben werden.
Mit Wirkung vom 30. Oktober 2005 wurden die Kapellengemeinde St. Peter und Paul in Petersdorf und die Kirchengemeinde St. Cäcilia in Bösel zur Kath. Kirchengemeinde St. Cäcilia in Bösel verschmolzen.

### Katholische Kirche „St. Peter und Paul“

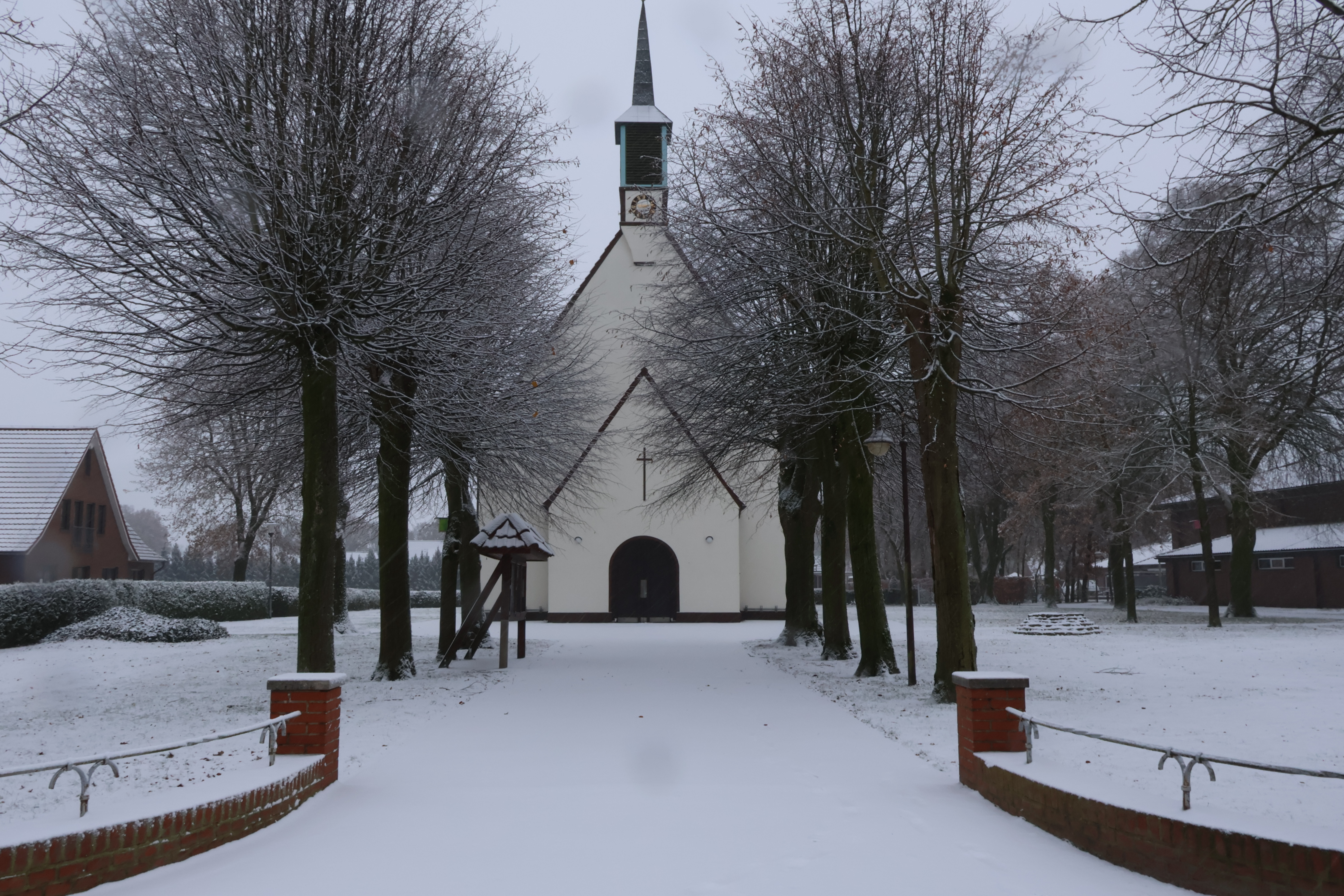
St. Peter und Paul Petersdorf (Dezember 2023)

Die katholische Kirche „St. Peter und Paul“ in Petersdorf, Bösels größter Bauerschaft, wurde am 18. Mai 1950 (Christi Himmelfahrt) vom Friesoyther Dechanten, Domkapitular Bernhard Küstermeyer, geweiht. Die Steine dafür hatten sich die Leute bereits nach dem Ersten Weltkrieg besorgt. Die Gemeinde Bösel stellte ein Waldgrundstück zur Verfügung. Weitere Kollekten und der „Peterspfennig“ im Ort ermöglichten später die Inneneinrichtung. Bereits ein Jahr später waren auch der Kirchplatz und der neue Friedhof hergerichtet. 1952 komplettierten Altar, Kanzel, Kommunionbänke und ein Taufstein das kirchliche Ambiente. Im gleichen Jahr spendete Weihbischof Heinrich Roleff in Petersdorf erstmals die Firmung.
Im Jahre 1976 gab es einen neuen Kirchturm und darin neue Glocken. Ab 1987 stand das Pfarrhaus leer. So wurde das Gebäude zunächst vermietet und später verkauft. Ab 1972 wurde aus dem Pfarrrektorat eine Kirchengemeinde, und ab 30. Oktober 2005 bildet „Peter und Paul“ eine neue Kirchengemeinde mit St. Cäcilia Bösel.

### Evangelische Auferstehungskirche
Die evangelische Auferstehungskirche wurde 1960 erbaut. Zu der Zeit lebten erst etwa 500 Protestanten im Ort. Die Kirche wurde am 4. Advent 1960 eingeweiht. 1985 wurde das erweiterte Gemeindehaus seiner Bestimmung übergeben. 2003 wurden fünf spendenfinanzierte Christusfenster in der Kirche eingebaut worden. 2013 wurde die Auferstehungskirche komplett renoviert.

### Musik
Mit dem Gemischten Chor, der Big Band Bösel und dem Niedersachsen Sound Orchester (NSO) verfügt die Gemeinde Bösel über drei musikalische Gruppierungen, die größere Bekanntheit haben. Kulturelle Höhepunkte sind das jährliche Adventskonzert des Gemischten Chores zum 1. Advent sowie seit 1961 die Euro-Musiktage. Die Euro-Musiktage finden Anfang September statt und werden vom EURO Bösel e. V. organisiert. Beide Instrumentalformationen geben jährlich mehrere Gala-Konzerte. Zudem gibt es im Ortsteil Petersdorf einen Kirchenchor. Erstmals nach 10 Jahren gaben Big Band und NSO am 11. März 2023 ein gemeinsames Benefiz-Konzert, jetzt für die Böseler Ukraine-Hilfe.

### Museen und Parks

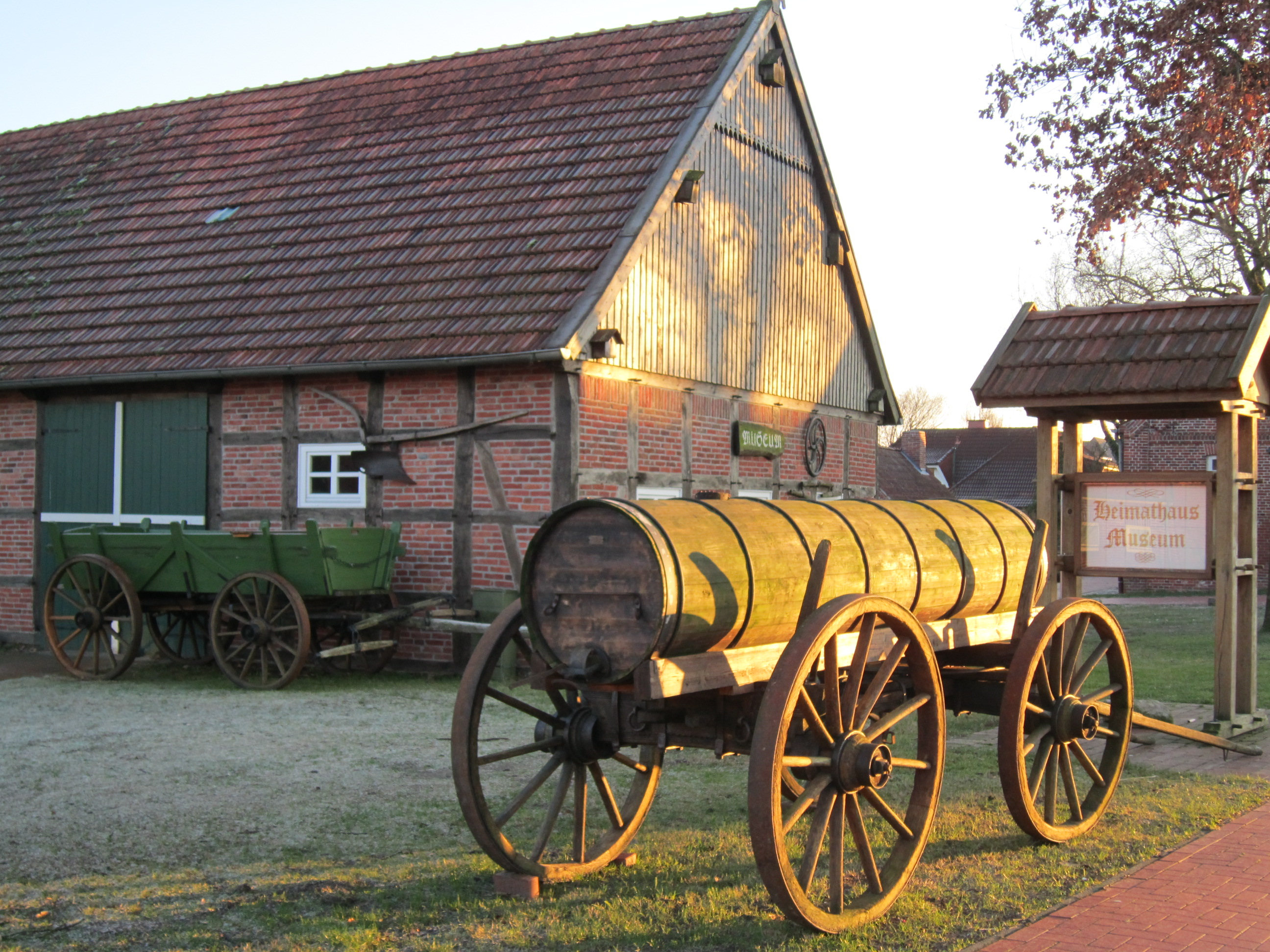
Museumspark „Am Pallert“

In unmittelbarer Nähe zum Dorfkern liegt der Dorfpark, der an ein Areal grenzt, auf dem regelmäßig Volks-, Musik- und Sportfeste stattfinden. Der Dorfpark, der gleichzeitig dem Hochwasserschutz dient, entstand im Zuge der Flurbereinigung. Des Weiteren gibt es den Museumspark „Pallert“, der über die vorwiegend agrarisch geprägte Geschichte der Gemeinde informiert. Auf dem Gelände befinden sich das „Heimathuus“, ein Vierständer-Bauernhaus aus dem Ende des 19. Jahrhunderts, das verpachtet ist und als Gasthof dient. Es gibt eine Landmaschinensammlung, ein Brotbackhaus und einen Bauerngarten. „Pallert“ bedeutet „sumpfig, niedrig, feuchtes Land“. Die Bezeichnung dürfte sich auf eine „Notkuhle“ beziehen, aus der Wasser geholt wurde z. B. bei Bränden.

### Sport
Die größten Sportvereine sind der Sportverein Bösel mit der Sparte Fußball, der Sportverein Petersdorf, der Tennisverein Bösel, die Schützenbruderschaft St. Franziskus Petersdorf, die DJK Bösel und der Bürgerschützenverein mit einer Sommer-Biathlongruppe.

### Regelmäßige Veranstaltungen
- Böseler Schützenfest (drittes Wochenende im Juli)
- Petersdorfer Schützenfest (zweites Wochenende im Juli)
- Euro-Musiktage (zweites Wochenende im September)[16]
- Verleihung des Borsla-Preises der Borsla-Vereinigung für Niederdeutsche Sprache und Literatur e. V. im November jedes Jahres
- Weihnachtsmarkt (Dezember)
- Adventskonzert des Gemischten Chores zum ersten Advent
- Aufführungen der DJK-Theatergruppe e. V. (Januar)
- Ferienpassaktion des Gemeindejugendringes (in den Sommerferien)
- Bierfest des Niedersachsen Sound Orchesters im Dorfpark (Ende Mai)
- St.-Martin-Benefizessen am 2. Dienstag im November mit Spendenaktion für Böseler Vereine, die humanitäre Hilfe leisten

## Wirtschaft und Infrastruktur
Bösel ist als Mitglied des „Zweckverbands Interkommunaler Industriepark Küstenkanal“ am Industrie- und Gewerbegebiet c-Port beteiligt.

## Bildung
Schulen:
- St.-Martin-Grundschule
- Oberschule
- Grundschule Petersdorf